# 何宗彦
何 宗彦（か そうげん、1559年 - 1624年）は、明代の官僚。字は君美、号は昆柱。本貫は撫州府金渓県。

## 生涯
父の代に金渓県から随州に移住し、そこに家をかまえた。1595年（万暦23年）、宗彦は進士に及第した。翰林院侍読・右諭徳を歴任し、1611年（万暦39年）に左庶子となった。1613年（万暦41年）、少詹事となった。1614年（万暦42年）、礼部右侍郎に転じ、礼部尚書の事務を代行した。福王朱常洵が河南の封国に下向するにあたって、荘田を要求してやまなかった。宗彦は上疏して考慮すべきこと6事を言上したが、万暦帝に聞き入れられなかった。またたびたび皇太子朱常洛の講学や皇孫の就傅や瑞王朱常浩・恵王朱常潤・桂王朱常瀛の婚礼を求める上疏をおこなった。先年に皇太子の生母の王貴妃が薨去していたが、守墳の内官が置かれず、また墳戸の贍地が置かれなかったので、宗彦はつとめてこれを訴えて争った。1615年（万暦43年）、梃撃の案として知られる皇太子暗殺未遂事件が起こると、宗彦は万暦帝が皇太子に冷淡で警備も薄かったことが事件を招いたと上疏したが、万暦帝の返答はなかった。ほどなく尚書の事務を代行したまま礼部左侍郎に転じた。1616年（万暦44年）冬、隆徳殿で火災が起こった。宗彦は万暦帝に朝政への復帰を求めた。1617年（万暦45年）、皇長孫朱由校が13歳になっても傅を就けられていなかったため、宗彦は再び上疏した。以降も連年上疏して就傅を求めたが、万暦帝はついに聞き入れなかった。万暦帝は朝政をみないこと30年に及び、朝政は緩みきって、官僚たちは職務をおざなりにしていた。1619年（万暦47年）、楊鎬が軍を四路に分けて後金に対して出征し、サルフの戦いで大敗すると、宗彦は属僚たちを率いて「三路で軍を失い、開原・鉄嶺が相次いで陥落し、瀋陽は孤立して危機にあります。陛下には朝政に臨まれて、臣らとともに軍政の大計を立てられますようお願いします」と上奏したが、万暦帝はやはり答えなかった。
宗彦は尚書の事務を代行すること6年、時事に応じてはばかることなく直言したので、当時の士人たちのあいだで名望が高かった。12月、閣臣や廷臣の多くが宗彦を首輔に推したが、ひとり吏科給事中の張延登が署名せず、失敗した。まもなく宗彦は辞職を願い出て官を去った。1620年（泰昌元年）8月、礼部尚書・兼東閣大学士に任じられた。1621年（天啓元年）6月、北京に到着し、入朝した。9月、太子太保・文淵閣大学士に転じた。10月、少保・武英殿大学士に転じた。1622年（天啓2年）2月、朱国祚とともに会試の主裁を命じられた。1623年（天啓3年）1月、少保・兼太子太師・吏部尚書に転じた。7月、少傅・兼太子太傅に転じた。11月、太子太師に転じた。1624年（天啓4年）1月庚午、在官のまま死去した。享年は66。太傅の位を追贈された。諡は文毅といった。